# Condado de Plasencia
El condado de Plasencia es un título nobiliario español, creado en 1611 por el rey Felipe III, a favor de Pedro de Lanuza y Ximénez de Urrea, señor de Plasencia de Jalón, caballero de la Orden de Santiago y justicia mayor de Aragón.
El título se otorgó en recuerdo del antiguo señorío que la familia Lanuza había ejercido en el siglo XVI sobre Plasencia de Jalón, hasta que fue desposeída de este por Felipe II, al decapitar a su hermano Juan de Lanuza, por haber apoyado este a Antonio Pérez, su secretario, que se había acogido a los Fueros de Aragón, para no ser juzgado por el asesinato en El Escorial de Escobedo (secretario de Juan de Austria). La grandeza de España fue concedida el 18 de agosto de 1707.
Su denominación, del actual título en vigor, hace referencia a la localidad de Plasencia de Jalón, en la provincia de Zaragoza.

## Antecedentes
El título de conde de Plasencia (en el reino de Castilla), había sido creado por primera vez en 1442, por Juan II de Castilla, haciendo referencia a Plasencia (localidad de Extremadura) para Pedro de Zúñiga y Leiva, a cambio del señorío de Trujillo, quién lo trasmitió a su hijo Álvaro de Zúñiga y Guzmán que fue el II y último conde de Plasencia, de esta primera concesión.
El primitivo condado de Plasencia quedó extinguido en 1476, cuando los Reyes Católicos, elevaron este condado a ducado con la misma denominación, a favor de Álvaro de Zúñiga y Guzmán, en compensación de la pérdida del ducado de Arévalo, que revirtió a la Corona.

## Condes de Plasencia
|                                          | Titular                                  | Periodo                                  |
| Primera creación por Juan II de Castilla | Primera creación por Juan II de Castilla | Primera creación por Juan II de Castilla |
| ---------------------------------------- | ---------------------------------------- | ---------------------------------------- |
| I                                        | Pedro de Zúñiga y Leiva                  | 1442-1453                                |
| II                                       | Álvaro de Zúñiga y Guzmán                | 1453-1476                                |
|                                          | Titular                                  | Periodo                                  |
| Segunda creación por Felipe III          |                                          |                                          |
| I                                        | Pedro de Lanuza y Ximénez de Urrea       | 1611-1618                                |
| II                                       | Ferrer de Lanuza y Silva                 | 1618-1643                                |
| III                                      | José de Lanuza y de Rocaberti            | 1643-1688                                |
| IV                                       | Juan de Lanuza y de Oms                  | 1688-1727                                |
| V                                        | Francisco de Paula de Lanuza y Gilabert  | 1727-1754                                |
| VI                                       | Juan Antonio de Lanuza y de Boixadors    | 1754-1770                                |
| VII                                      | Giner Rabassa de Perellós y Lanuza       | 1770-1820                                |
| VIII                                     | Giner Rabasa de Perellós y Palafox       | 1820-1843                                |
| IX                                       | María Dolores de Marimón Queri           | 1848-1865                                |
| X                                        | José María de Arróspide y Marimón        | 1866-1893                                |
| XI                                       | José María de Arróspide y Álvarez        | 1893-1936                                |
| XII                                      | Íñigo de Arróspide y Valera              | 1952-1984                                |
| XIII                                     | Álvaro de Arróspide y López de Letona    | 1984-2012                                |
| XIV                                      | Cristina de Arróspide y Núñez            | 2012-actualidad                          |

## Historia de los condes de Plasencia
Primera creación :
- Pedro de Zúñiga y Leiva (m. 1453), I conde de Plasencia, II señor de Béjar, I conde de Ledesma[3] (que perdió por tener que devolverlo a su antiguo propietario el infante Enrique de Aragón), I conde de Trujillo, (al que renunció a cambio del condado de Plasencia), señor de Ayamonte, de Miranda, etc.

Casó con Isabel de Guzmán y Ayala, señora de Gibraleón. Le sucedió su hijo:
- Álvaro de Zúñiga y Guzmán (m.  1488), II conde de Plasencia, III señor y I duque de Béjar,[3] I duque de Arévalo, I duque de Plasencia, I conde de Bañares, señor de Ayamonte, de Gibraleón, etc.

Casó, en primeras nupcias, con Leonor Manrique de Lara, hija de Pedro Manrique de Lara, VIII señor de Amusco, señor de Treviño, etc., y de Leonor de Castilla, hija natural de Fadrique de Castilla y Ponce de León, I duque de Benavente, que a su vez era hijo natural de Enrique II de Castilla y de Beatriz Ponce de León. Contrajo un segundo matrimonio con Leonor Pimentel, hija de Juan Alonso Pimentel, I conde de Mayorga.
Segunda creación :
- Pedro de Lanuza y Ximénez de Urrea (m. 8 de marzo de 1618) I conde de Plasencia,[4][1] vizconde de Rueda, vizconde de Perellós y justicia mayor de Aragón. Era hijo de Juan de Lanuza y Perellós —hijo de Juan de Lanuza y Torrellas y de Beatriz de Espés—,[5] y de su esposa  Catalina Ximénez de Urrea y hermano de Juan de Lanuza y Urrea.[6]

Casó con Luisa de Silva y Portocarrero, dama de la reina Margarita. Sucedió su hijo:
- Ferrer de Lanuza y Silva (m. 14 de febrero de 1643), II conde de Plasencia.[1]

Casó con su prima Ana María Sanz de Latrás y Gaztelu, hija de Juan Sanz de Latrás y Cavero, I conde de Atarés, y de su primera esposa, Leonor de Gaztelu y Eza. Sin descendencia, con él se extingue la línea sucesoria principal y le sucedió su sobrino:
- José de Lanuza y de Rocaberti, también llamado José de Lanuza Montbui y Vilarig, (m. 1688) III conde de Plasencia,[9] [1] vizconde de Rueda y de Perellós y protector presidente del real cuerpo de la nobleza de Cataluña.[9]

Casó con Gertrudis Oms de Santa Pau. Sucedió su hijo:
- Juan de Lanuza y de Oms, también llamado Juan de Lanuza y Onís de Santa Pau (1636-1727), IV conde de Plasencia,[1] grande de España en 1707,[9] vizconde de Rueda, vizconde de Perellós,[9] barón de Montbuy y barón de Llers.

Casó con Elena de Gilabert y Sentmenat. Fueron los padres de Francisco de Paula, el sucesor, y de María (Elena) de Lanuza y Gilabert, casada con Giner Rabassa de Perellós y Pardo de la Casta, II marqués de Dos Aguas,, «rama en la que posteriormente recaería la sucesión».  Le sucedió su hijo:
- Francisco de Paula de Lanuza y de Gilabert (m. 18 de enero de 1754), V conde de Plasencia, grande de España.[1][9]

Casó con Josefa de Boixadors y Sureda. Sucedió su hijo:
- Juan Antonio de Lanuza y Boixadors (Viena, 27 de noviembre de 1731-Zaragoza, 1 de septiembre de 1770), VI conde de Plasencia, grande de España.[1][10][9]

Casó, siendo su segundo esposo, con María Joaquina Fernández de Heredia, y Zapata de Calatayud, VI marquesa de Bárboles, V marquesa de Eguaras, VI condesa de Contamina, etc.  Sin descendencia, sucedió su sobrino, hijo de Giner Rabassa de Perellós y Pardo de la Casta (m. 1765), II marqués de Dos Aguas y de María (Elena) de Lanuza y Gilabert (m. 1806),  hija del IV conde de Plasencia:
- Giner Rabassa de Perellós y Lanuza (m. 21 de octubre de 1820) VII conde de Plasencia, grande de España,[1][9] IV marqués de Dos Aguas y IV conde de Albatera.[9]

Casó, en 12 de abril de 1773, con Joaquina de Palafox y Silva, hija de los marqueses de Lazán. Sucedió su hijo:
- Giner de Rabassa de Perellós y Palafox (m. Roma, 24 de marzo de 1843),[4] VIII conde de Plasencia, grande de España,[1] V marquesado de Dos Aguas y VI conde de Albatera.

Sin sucesión legítima, todos sus títulos pasaron a su sobrina nieta, hija de Juan María de Marimón y Rabassa-Perellós (1795-1838), IX marqués de Boil, VI marqués de Serdañola, XIII conde de la Revilla, XII barón de Náquera y de Borriol, y de su esposa María Dolores Queri y Peñafiel con quien casó en 1818:
- María Dolores de Marimón y Queri (m. 8 de octubre de 1865),[4] IX condesa de Plasencia en 26 de febrero de 1848, grande de España,[1] VIII condesa de Albatera, VI marquesa de Serdañola, X marquesa de Boil, XIV condesa de la Revilla,[12] VI marquesa de Dos Aguas y XIII baronesa de Náquera.[13]

Casó, en 1841, con José María de Arróspide y Chascó (m.1865), coronel de caballería del regimiento de Borbón.  Le sucedió su hijo:
- José María de Arróspide y Marimón (1842-25 de octubre de 1893),[4] X conde de Plasencia, grande de España,[1] VI marqués de Serdañola, marqués de Boil, XV conde de la Revilla,[15] conde de Albatera, maestrante de Zaragoza, caballero de a Orden de Santiago, gentilhombre de cámara de rey y diputado a Cortes.[15]

Casó, en 8 de diciembre de 1867, con María Isabel Álvarez de Villamañán y Montes, II duquesa de Castro-Enríquez, grande de España, y marquesa de Valderas, hija de Ángel Juan Álvarez de Villamañán y Alonso, hermano de la I duquesa de Castro-Enríquez, y de Susana de Montes y Bayón. En 18 de febrero de 1895, le sucedió su hijo:
- José María de Arróspide y Álvarez (Madrid, 27 de septiembre de 1877-San Sebastián, 5 de septiembre de 1936),[16] XI conde de Plasencia,[1] III duque de Castro-Enríquez,[16] dos veces grande de España, XVI vizconde de Perellós[16] XVIII vizconde de Rueda (por rehabilitación a su favor en 1917),[16] XI barón de Bétera (rehabilitado a su favor en 1917),[16] XII barón de la Daya (rehabilitado a su favor en 1917),[16] II marqués de Valfuerte (rehabilitado en 1923), senador por derecho propio, caballero de la Orden de Santiago, maestrante de Zaragoza y gentilhombre grande de España con ejercicio y servidumbre del rey Alfonso XIII.[16] Murió fusilado en el cementerio de Polloe en San Sebastián.[16]

Casó con su prima carnal, María de los Dolores de Arróspide y Ruiz del Burgo (Córdoba, 1 de octubre de 1876-Madrid, 27 de marzo de 1963), hija Francisco de Paula Arróspide y Marimón, y de Francisca Ruiz del Burgo y Basabrú. Le sucedió, en 17 de julio de 1952, su nieto, hijo de Francisco de Arróspide y Arróspide (Madrid,5 de febrero de 1903-Salamanca, 15 de abril de 1945), IX conde de Montealegre (rehabilitación) y de su esposa, María del Carmen Valera y Ramírez de Saavedra:
- Íñigo de Arróspide y Valera (n. Madrid, 6 de julio de 1935), XII conde de Plasencia,[20][21] IV duque de Castro-Enríquez,[22] dos veces grande de España, IV marqués de Valfuerte (sucediendo a Luis Arróspide y Arróspide, su tío carnal), XIX vizconde de Perellós, caballero de la Orden de Malta y maestrante de Zaragoza.[21]

Casó, en Bilbao, el 6 de mayo de 1958, con Carmen López de Letona y Coello de Portugal. Le sucedió en 26 de abril de 1984, por cesión, su hijo:
- Álvaro de Arróspide y López de Letona (Bilbao, 19 de abril de 1959-6 de octubre de 2012), XIII conde de Plasencia, grande de España.[1]

Casó, en primeras nupcias, con Cristina de Núñez y Hernández y en segundas con Uxía Martínez del Campo y Ricoy. Le sucedió su hija del primer matrimonio en 17 de octubre de 2012:
- Cristina Marcia de Arróspide y Núñez (n. Madrid, 1993), XIV condesa de Plasencia.[24][23]